# 東方書店
東方書店（とうほうしょてん）は、東京都にある中国関係書籍専門書店、中国関係図書出版社。
神田神保町にライトグレーの外壁の4階建てビルの本店を構え、中国関係書籍専門書店として高い知名度を持つ。2014年の人民網の記事によると、日本で発行された中国に関する本・雑誌を約2万冊、中国・台湾からの輸入書籍を約2万冊常備している。大阪府吹田市には関西支社がある。 

## 沿革
1951年（昭和26年）、前身の極東書店が操業開始。1966年に極東書店から中国部門が分離独立して株式会社東方書店を創立。当初から日中出版文化の交流が目的であった。創業者の安井正幸・福島正和は、毛沢東・周恩来ら新中国成立当初の中国の政治的指導者とも交流があった。
1956年（昭和31年）、極東書店の責任者が西ドイツのフランクフルトで開かれた図書博覧会に参加した際に中国国際書店（現・中国国際図書貿易グループ）の総経理と知り合い、日本の書籍を輸入したい中国国際書店と中国を通じてソ連の書籍を輸入したい極東書店の利害関係が一致して業務提携に向け協議を開始。これが東方書店が中国書籍の出版を手掛けるきっかけになった。当時の中国は西側諸国との連絡手段がなく、東方書店は中国が外界の情報を得るためのルートとなって中国の建設と発展を支援した。同時に、東方書店は日本国内向けに中国を紹介するための窓口ともなった。
2014年（平成26年）8月、人民大会堂にて、東方書店（社長：山田真史）は、「長期に渡り中国書籍の翻訳や出版、販売に携わり、中日の文化交流において多大な貢献をした」として「中華図書特殊貢献奨」を授与された。

## 出版
出版部門は、中国語や広東語、台湾語、韓国語などの辞典・テキスト・参考書、中国をテーマとする東方選書、教養啓蒙書・専門書などジャンルにこだわらない幅広い出版活動を行っている。

### 月刊誌『東方』
1975年（昭和50年）9月に創刊した月刊誌『東方』は東方書店のPR誌（中国図書情報誌）である。中国の図書情報以外に、毎号、学術面に重点を置いた中国関係書の書評や中国関連のエッセイを多く掲載し、研究者にとって中国関係の学術情報を知る重要な媒体となっていた。予約購読者の落ち込みなどがあり、2021年より隔月刊に移行し、2021年6月、7・8月合併号（通巻481号）をもって紙版を休刊。以降、web版「WEB『東方』」にて公開。